# 동상주 나들목
동상주 나들목(E.Sangju IC)은 경상북도 상주시 낙동면 구잠리에 설치된 서산영덕고속도로의 26번 나들목이다. 상주시 낙동면, 중동면 및 구미시 도개면 등지로 진출할 수 있으며, 2016년 12월 26일에 개통되었다.

## 연혁
- 2009년 12월 30일 : 나들목 신설을 위해 상주시 도시계획시설 교통광장에 낙동면 구잠리 일원을 동상주 나들목으로 고시[1]
- 2016년 12월 23일 : 개통일을 12월 26일로 연기[2]
- 2016년 12월 26일 : 서산영덕고속도로 상주 ~ 영덕 구간 개통과 함께 영업 개시[3]

## 구조물 정보
- 위치: 경상북도 상주시 낙동면 구잠리
- 영업소: 경상북도 상주시 낙동면 구잠2길 11

## 접속하는 도로
- 국도 제25호선 (낙동대로)
- 영남제일로
- 간접 연결 : 국도 제59호선 (상주다인로, 구잠삼거리 이용)

## 교통량 정보
| 요금소          | 통행량 (대/일) | 통행량 (대/일) | 통행량 (대/일) | 통행량 (대/일) | 각주  |
| 요금소          | 2016년         | 2017년         | 2018년         | 2019년         | 각주  |
| --------------- | -------------- | -------------- | -------------- | -------------- | ----- |
| 동상주 (폐쇄식) | 1,761          | 1,621          | 1,480          | 1,587          | [ 4 ] |